# えとうまさゆき
えとう まさゆきは、日本の映像作家、イラストレーター。

## 作成作品一覧

### みんなのうた
- ◆は、5分間1曲枠の楽曲（ロングのうた）。
- ホーハイホー / 紙ふうせん（1999年6月・7月放送）◆